# Lobocleta repletaria
Lobocleta repletaria là một loài bướm đêm trong họ Geometridae.